# Ogasawara (dorp)
Ogasawara (Japans: 小笠原村, Ogasawara-mura) is een dorp in de subprefectuur Ogasawara van de prefectuur Tokio. Op 1 april 2008 had het dorp 2715 inwoners. De bevolkingsdichtheid bedroeg 26 inwoners per km². De oppervlakte van het dorp is 104,41 km². Het dorp Ogasawara beslaat de twee bewoonde eilanden van de Bonin-eilanden, Chichi-jima (父島, ongeveer 2000 inwoners) en Haha-jima (母島, ongeveer 450 inwoners).  Op Iwo Jima bevindt zich een militaire basis met ongeveer 400 militairen.  De overige eilanden van de archipel zijn onbewoond. 

## Geografie
De hoogste punten van het dorp bevinden zich op Haha-jima, met de berg Chibusa (Chibusa-san),  ongeveer 462 m, en de berg Sakaigatake (Sakaigatake-san), 443 m.

## Geschiedenis
- Tijdens de Tweede Wereldoorlog worden bijna alle inwoners van de eilanden geëvacueerd.
- 1945 – Ogasawara wordt bezet door de United States Navy
- 1952 – Verdrag van San Francisco : Ogasawara wordt een Amerikaans trustgebied onder toezicht van de US Navy
- 26 juni 1968 : De United States Navy trekt zich terug van de eilanden en de bewoners krijgen het recht om terug te keren. De vijf dorpen die zich vroeger op het eiland bevonden fuseren tot één dorp, Ogasawara.

## Vervoer
Ogasawara beschikt niet over een eigen luchthaven. Doordat het op 1000 km van Tokio ligt is het hierdoor zeer moeilijk te bereiken. 
Chichijima  is bereikbaar per lijnboot vanuit Tokio. De Ogasawara Maru doet de trip 4 à 5 maal per maand. De lijnboot legt de afstand af in iets meer dan één dag.
Om Hahajima te bereiken moet men eerst naar Chichijima  en vandaar moet men de lijnboot,  Hahajima Maru, nemen. 